# Meghan Black
Meghan Carey Black (* 2. Dezember 1978 in West Vancouver, British Columbia) ist eine kanadische Schauspielerin.
Bekannt wurde sie dem deutschsprachigen Publikum durch ihre Rolle in Der Flug der Rentiere.
Meghan Black erhielt mit 13 Jahren die Diagnose, an Eierstockkrebs erkrankt zu sein. Mit 16 Jahren wurde Leukämie diagnostiziert. Mit 27 Jahren erkrankte sie an Zungenkrebs. Das Entfernen eines Teils der Zunge beendete ihre Schauspielkarriere.

## Filmografie
- 1998–1999: Mythic Warriors: Guardians of the Legend (Fernsehserie, 2 Folgen)
- 1999–2002: Da Vinci’s Inquest (Fernsehserie, 2 Folgen)
- 2000: Schizophrenia (Fernsehfilm)
- 2000: Die Linda McCartney Story (The Linda McCartney Story, Fernsehfilm)
- 2000: Beggars and Choosers (Fernsehserie, eine Folge)
- 2000: Der Flug der Rentiere / Das Weihnachtsgeheimnis (The Christmas Secret, Fernsehfilm)
- 2000–2001: You, Me and the Kids (Fernsehserie, 28 Folgen)
- 2000–2003: X-Men: Es geht weiter (X-Men: Evolution, Fernsehserie, 37 Folgen, Stimme)
- 2001: Night Visions (Fernsehserie, 2 Folgen)
- 2001: Chestnut Hill (Fernsehfilm)
- 2001–2003: Edgemont (Fernsehserie, 41 Folgen)
- 2002: Jeremiah – Krieger des Donners (Jeremiah, Fernsehserie, eine Folge)
- 2002: X-Factor: Das Unfassbare (Beyond Belief: Fact or Fiction, Fernsehserie, eine Folge)
- 2002: Chrissy und die Cheerleader (Groove Squad, Stimme)
- 2002: Carrie (Fernsehfilm)
- 2002: Die Schneekönigin (Snow Queen, Fernsehfilm)
- 2003: The Stranger Beside Me (Fernsehfilm)
- 2003: Buddy – Der Weihnachtself (Elf)
- 2003: The Death and Life of Nancy Eaton (Fernsehfilm)
- 2003–2004: Dead Like Me – So gut wie tot (Dead Like Me, Fernsehserie, 5 Folgen)
- 2004: Flug 323 – Absturz über Wyoming (NTSB: The Crash of Flight 323, Fernsehfilm)
- 2004: Jammin’ in Jamaica (Kurzfilm)
- 2004: My Scene: Masquerade Madness (Kurzfilm)
- 2004: The Collector (Fernsehserie, eine Folge)
- 2004: Stargate Atlantis (Fernsehserie, eine Folge)
- 2004: Max Steel: Endangered Species (Stimme)
- 2005: My Scene erobert Hollywood – Der Film (My Scene Goes Hollywood: The Movie, Stimme)
- 2005: Max Steel: Forces of Nature (Stimme)
- 2006: Class of the Titans (Fernsehserie, 21 Folgen, Stimme)
- 2014: R. L. Stine’s The Haunting Hour (Fernsehserie, eine Folge)